# Joseph von Sonnenfels
Joseph von Sonnenfels (né en 1733 à Nicolsbourg, margraviat de Moravie, mort le 25 avril 1817 à Vienne) est un juriste et écrivain autrichien du Siècle des Lumières et du Joséphisme, réformateur administratif et professeur de science politique.

## Biographie
Son père, Lipman Perlin, fils d'un rabbin du Brandebourg, est un traducteur et un professeur de langues orientales qui s'est installé à Nicolsbourg. En 1734, après avoir fait partie de la communauté juive d'Eisenstadt, il vient à Vienne et se convertit, avec ses trois fils, au catholicisme. Il prend le nom d'Alois Wienner, puis devient baron von Sonnenfels en 1746.
Joseph apprend l'hébreu avec son père et fréquente un établissement de l'ordre des frères des écoles pies dans sa ville natale avec l'intention de devenir prêtre. Plus tard il veut faire une carrière de soldat et sert de 1749 à 1754 à Klagenfurt et à Vienne. Après sa libération, il étudie de 1754 à 1756 à Vienne et travaillé comme apprenti juriste auprès du comte Hartig, conseiller au Bureau suprême de la magistrature.
Dans le même temps, il fait ses premières tentatives dans l'espoir d'avoir un poste de professeur de littérature allemande à l'université de Vienne. En 1763, il y devient professeur d'économie spécialisé dans le Polizeiwissenschaft et le caméralisme. Par ailleurs, il produit beaucoup d'articles pour les journaux adoptant l'esprit des Lumières, et en partie littéraire. Il écrit pour Der Mann ohne Vorurtheil de 1765 à 1767 et critique le théâtre viennois pour une réforme davantage artistique et morale, s'opposant au théâtre improvisé et au personnage populaire de Hans Wurst qui se moquent de lui.
Sonnenfels se montre plus pertinent dans ses contributions à la réforme judiciaire et administrative. Il publie en 1775 Ueber die Abschaffung der Tortur, traité demandant l'abolition de la torture, qui est décrétée l'année suivante en Autriche. Il développe aussi l'éclairage public dans Vienne. Marie-Thérèse d'Autriche le nomme plus tard au conseil de Bohême puis à la cour d'Autriche et au conseil d'étude et de censure. Puis il devient en 1810 le président de l'Académie des beaux-arts de Vienne.
Sonnenfels ne se sent pas proche de ses origines juives. Lors de la guerre opposant Marie-Thérèse à la Prusse, les juifs de Moravie et de Bohême restent en contact avec ceux de Prusse, ce qui incite l'impératrice à les considérer comme suspects. Lorsque les troupes prussiennes occupent la Bohême en 1774, les juifs sont accusés de complicité et sont donc expulsés par Marie-Thérèse. En 1778, cette mesure est retirée à l'insistance de ses conseillers ; on ignore le rôle Joseph von Sonnenfels dans cette décision.
En tant que professeur et franc-maçon, par sa réforme de l'État, Joseph von Sonnenfels a sans aucun doute contribué  à l'émancipation des Juifs en Autriche. Néanmoins il n'existe pas de véritable égalité de traitement sous Marie-Thérèse puis Joseph II.
Sonnenfels est membre de loges maçonniques à Leipzig puis Vienne. En 1784, il est nommé Grand Maître. Il est aussi membre des Illuminés de Bavière sous Ignaz von Born. Parmi ses amis, il y a Ludwig van Beethoven qui lui dédicace une sonate pour piano.

## Œuvre
- Einleitungsrede In Seine Akademische Vorlesungen. Georg Ludwig Schulz, Wien 1763 (Online)
- Grundsätze der Polizey, Handlung und Finanz - Zu dem Leitfaden des politischen Studiums, 3 Teile, 1769-76
- Ueber die Liebe des Vaterlandes. Kurzböck, Wien 1771, 44 S. (Online)
- Briefe über die Wienerische Schaubühne. (Entstanden 1767-1769.) Hrsg. von Hilde Haider-Pregler. Akademische Druck- und Verlagsanstalt, Graz 1988. (= Nachdruck der Ausgabe Konesen, Wien 1884.)
- Ueber die Abschaffung der Tortur, Zurich, Orell, Gessner, Fuessli u. Comp., 1775, in-8 de 117 pages
- Versuch über die Grundsätze des Stils in privat- und öffentlichen Geschäften 2 Bde. Gerold, Wien 1781
- (de) Erste Vorlesung in diesem akademischen Jahrgange, Wien, Joseph von Kurzbeck, 1782 (lire en ligne)
- Gesammelte Schriften. 10 Bände. Baumeister, Wien 1783-1787
- Ueber den Geschäftsstil. Die ersten Grundlinien für angehende oesterreichische Kanzleybeamten. Wien 1784. Ab 1787 zweite stark überarbeitete Auflage.
- Der Schlafrock : an Herrn von .. Großhändler in.... Regensburg 1783 (Online)

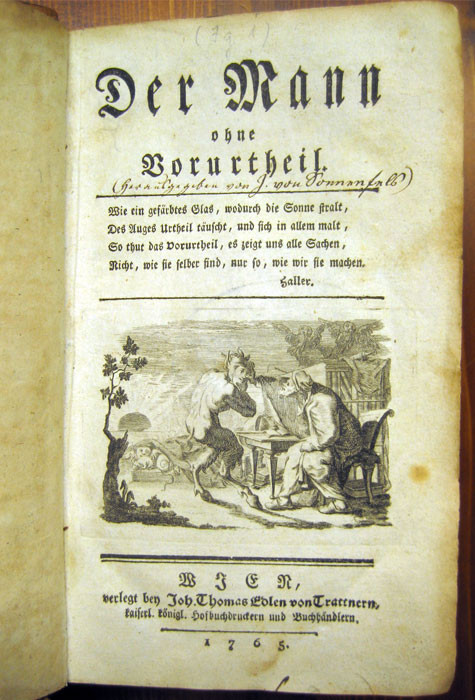
Der Mann ohne Vorurtheil, 1765
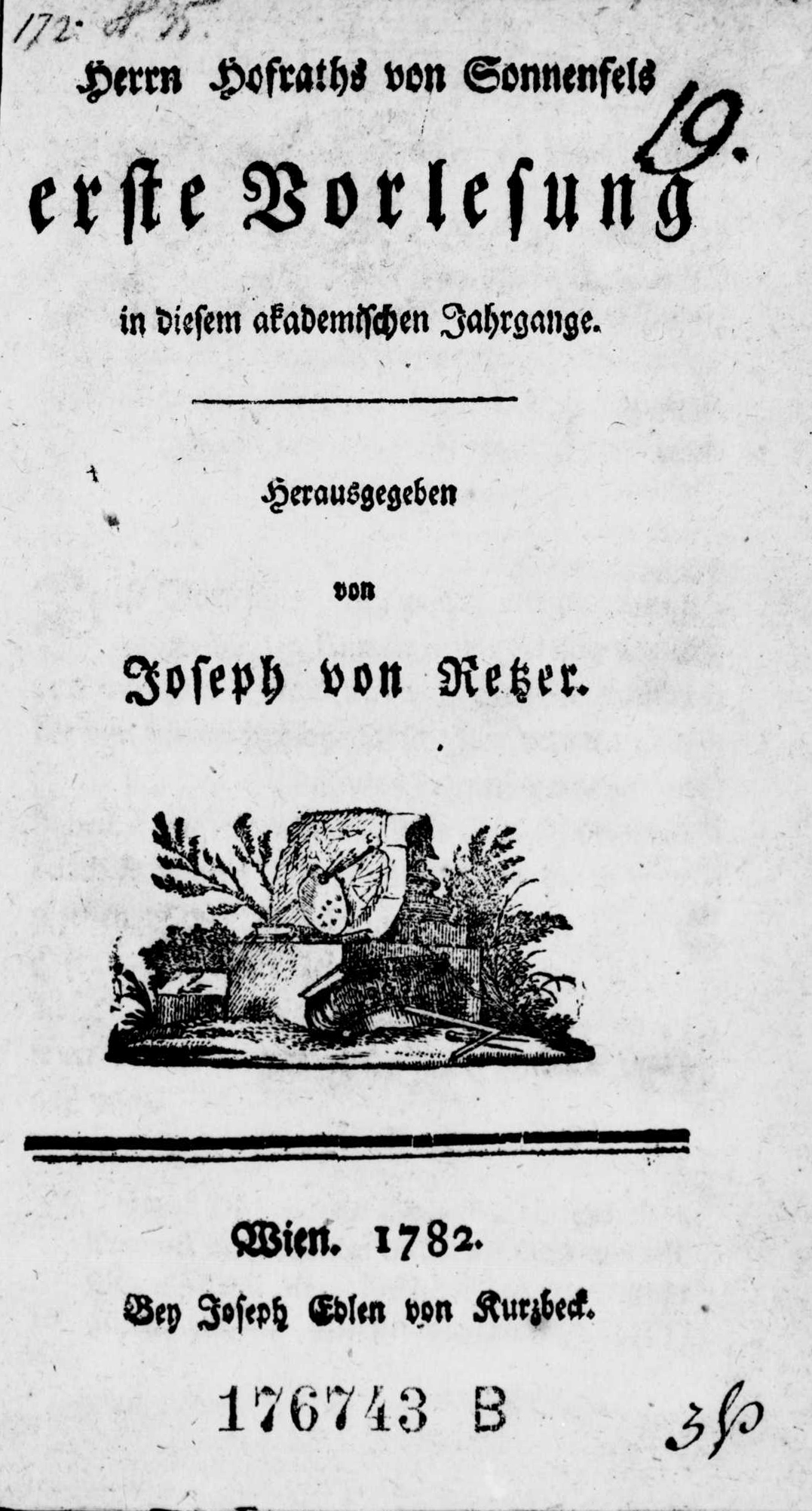
Erste Vorlesung in diesem akademischen Jahrgange, 1782

## Source, notes et références
- (de) Cet article est partiellement ou en totalité issu de l’article de Wikipédia en allemand intitulé « Joseph von Sonnenfels » (voir la liste des auteurs).